# Radio Neumarkt
Radio Neumarkt (rumänisch Radio Târgu Mureș, ungarisch Marosvásárhelyi Rádió) ist ein öffentlich-rechtlicher Hörfunksender in Rumänien und hat sein Sendegebiet in den südöstlichen Bezirken Siebenbürgens. Sitz des Senders ist Târgu Mureș (Neumarkt am Mieresch). Radio Neumarkt sendet in rumänischer, ungarischer sowie deutscher Sprache.

## Geschichte und Programm
Der Sender wurde im März 1958 gegründet. Aus Angst, die Regionalsender könnten zu viel Unabhängigkeit entwickeln, ließ sie Nicolae Ceaușescu 1985 schließen. Im Zuge der Demonstrationen gegen den Diktator wurde der Sender am 22. Dezember 1989 wiederbelebt.
Die jeweils einstündigen Sendungen auf Deutsch werden von Montag bis Sonnabend um 21 Uhr ausgestrahlt und richten sich in erster Linie an die Siebenbürger Sachsen. Sonntags sendet Radio Neumarkt vormittags ein halbstündiges deutsches Programm. Die vierköpfige Redaktion der deutschen Abteilung wird vom Institut für Auslandsbeziehungen aus Deutschland unterstützt. Der Sender ist Mitglied des FunkForums, eines Zusammenschlusses deutschsprachiger Radiosender in Rumänien, Ungarn, Kroatien und Serbien, sowie Partnerstation der Deutschen Welle.
Der Sender Antena Brașovului, der zu Radio Neumarkt gehört, sendet täglich jeweils eine Stunde morgens und abends ein lokales Programm für Brașov (Kronstadt) und Umgebung auf Rumänisch.

## Empfang
Über einen Live-Stream im Internet ist Radio Neumarkt weltweit hörbar.
Terrestrisch kann das Programm in den Kreisen Kreis Mureș, Harghita, Covasna und Brașov empfangen werden.

### Frequenzen
- UKW
  - Kreise Harghita, Mieresch und Kronstadt (teilweise): 98,9 MHz
  - Neumarkt am Mieresch: 102,9 MHz
  - Töplitz: 98,4 MHz
- Mittelwelle
  - Kreise Brașov, Covasna (teilweise): 1197 kHz
  - Kreis Mureș: 1323 kHz
  - Kreise Harghita, Covasna (teilweise): 1593 kHz

Die deutschsprachigen Sendungen werden ausschließlich über Mittelwelle gesendet.